# Křešice
Křešice (deutsch Kreschitz) ist eine Gemeinde in Tschechien. Sie liegt sieben Kilometer südöstlich von Litoměřice an der Elbe und gehört zum Okres Litoměřice.

## Geographie
Křešice befindet sich rechtselbisch in den südlichen Ausläufern des Böhmischen Mittelgebirges an der Einmündung des Blatenský potok in die Elbe. In der Nähe des Dorfes liegen zwei kleinere Kegelberge, das sind der Křemín (244 m) im Nordwesten sowie der Holý vrch (302 m) im Nordosten. Durch den Ort führt die Staatsstraße 261 zwischen Litoměřice und Štětí.
Nachbarorte sind Třeboutice im Nordwesten, Zahořany im Norden, Viničné Domky, Encovany und Dolní Encovany im Osten, Polepy, Kolonie und Nučnice im Südosten, sowie linkselbisch Nučničky im Süden, Travčice im Südwesten und Počaply im Westen.

## Geschichte
Křešice wurde im Jahr 1057 erstmals erwähnt, als Herzog Spytihněv II. den Ort bei der Gründung des Kollegiatstiftes St. Stefan in Litoměřice diesem überließ. Das Ortsbild wird von zwei Teilen geprägt, dem ursprünglichen slawischen Rundling und dem daran anschließenden Straßendorf aus der Zeit der deutschen Kolonisation.
Um 1350 wurden an den Südhängen von Křemín und Holý vrch Weinberge angelegt, an die heute noch der Name der Siedlung Viničné Domky erinnert. Nach der Zerstörung des Dorfes in den Hussitenkriegen erfolgte der Wiederaufbau. Im Jahr 1613 wurden Kirche und Pfarrhaus durch ein Feuer zerstört und 1656 passierte dies erneut. Bei verschiedenen Truppendurchzügen war der Ort zuvor im Dreißigjährigen Krieg geplündert und gebrandschatzt worden. Mit Unterstützung des Bischofs Maximilian Rudolf von Schleinitz wurden
Dorf und Kirche wiederhergestellt und 1666 stiftete der Bischof dem Gotteshaus ein Altarbild des Malers Karel Škréta, das den Namenspatron darstellt. In dieser Zeit erfolgte auch eine deutsche Besiedlung des zuvor rein tschechischen Dorfes. Bischof Jaroslaw Ignaz von Sternberg ließ 1708 an einer Quelle im östlichen Dorfteil eine der Jungfrau Maria geweihte Kapelle errichten, die Bischof Johann Adam Wratislaw von Mitrowitz 1725 zur Wallfahrtskirche erweitern ließ.
Mit dem Bau der Festung Theresienstadt im Jahr 1780 wurde der Hügel Krzemin zur rechtselbischen Vorhut der Festung ausgebaut, an der Elbe wurden Schanzanlagen errichtet. Bis zum Beginn des 20. Jahrhunderts ernährten sich die Bewohner von der Landwirtschaft, Hauptanbauprodukte waren Zuckerrüben, Hopfen und Wein. Im Jahr 1900 hatte das Dorf etwa 400 Einwohner, von denen die meisten Deutsche waren. 1906 entstand ein Betrieb der Vöslauer Kammgarnfabrik mit 500 Arbeitsplätzen und einer Arbeiterkolonie. Bis 1930 wuchs die Zahl der Einwohner bis nahezu Tausend an.
Nach dem Ende der kommunistischen Herrschaft wurde 1990 die alte Tradition der Marienwallfahrten wieder aufgenommen. Große Teile des Dorfes befinden sich im Überflutungsgebiet der Elbe und wurden durch die großen Hochwasser von 1784, 1845 und 2002 betroffen.
Größter Arbeitgeber ist heute die Schoeller’sche Kammgarnspinnerei.

## Gemeindegliederung
Die Gemeinde Křešice besteht aus den Ortsteilen Křešice (Kreschitz), Nučnice (Groß Nutschitz), Sedlec (Selz), Třeboutice (Trebautitz) und Zahořany (Zahorschan), die zugleich auch Katastralbezirke bilden.

## Sehenswürdigkeiten

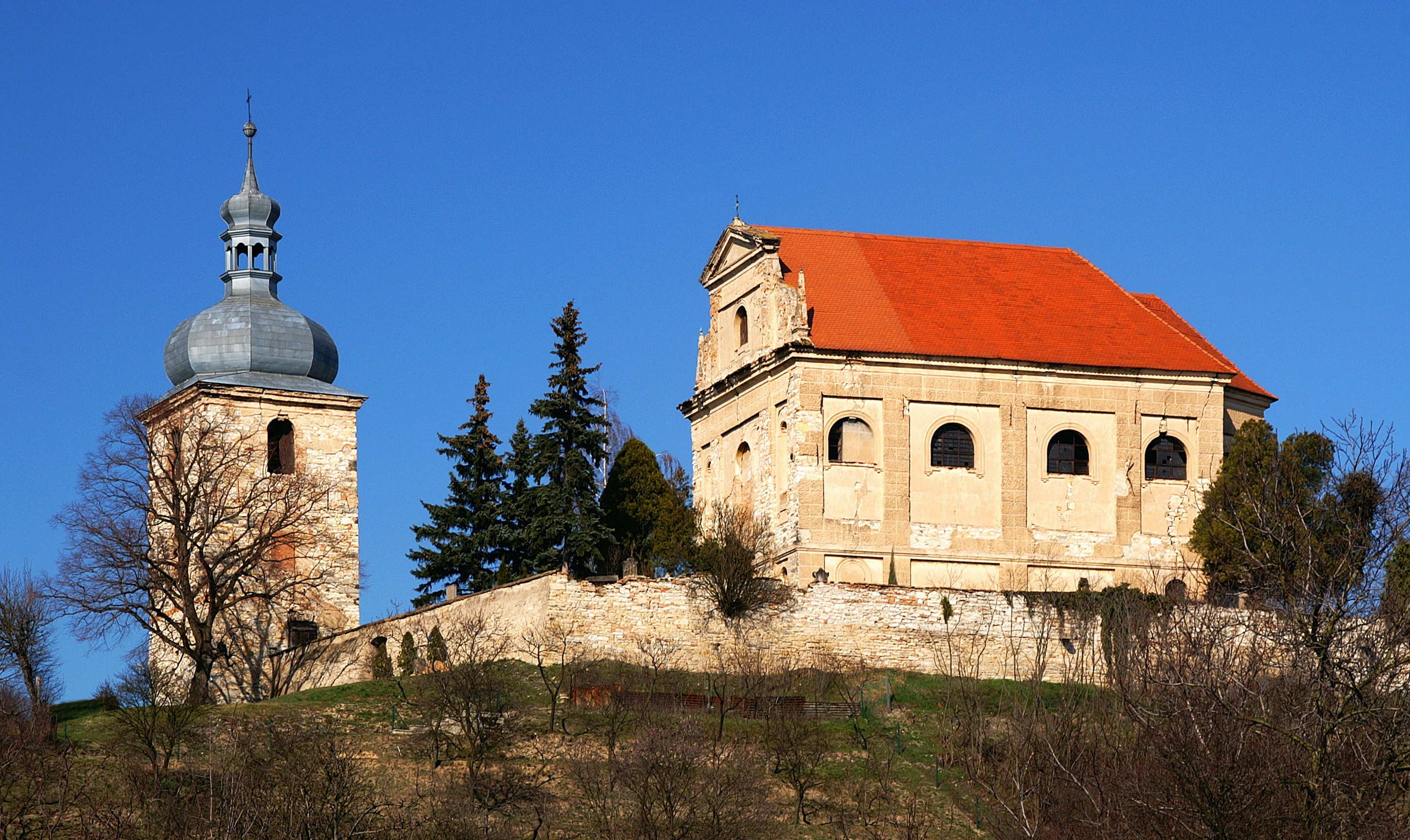
Dreifaltigkeitskirche in Zahořany

- Kirche der Hl. Dreifaltigkeit in Zahořany, erbaut 1653–1656 durch Stiftung des Grundbesitzers Jan van der Croon
- Wallfahrtskirche Mariä Heimsuchung am heiligen Brunnen in Křešice, errichtet 1725
- Kirche des Hl. Matthäus in Křešice, errichtet um 1660
- Schloss Zahořany

## Persönlichkeiten
Von 1830 bis zu seinem Tode wirkte Vincenc Zahradník als Pfarrer in Křešice. 1926 wurde ihm an der Schule eine Gedenktafel geweiht.